# Tour du Sud-Ouest
De Tour du Sud-Ouest was een meerdaagse wielerwedstrijd die tussen 1923 en 1952 met tussenpozen werd verreden in zuidwest Frankrijk, in de Aquitaine, de Gascogne, de Guyenne en de Béarn. 

## Lijst van winnaars

### Overwinningen per land
| Overwinningen | Land           |
| ------------- | -------------- |
| 7             | Frankrijk      |
| 1             | België, Italië |